# Vas owadai
Vas owadai là một loài bướm đêm thuộc họ Erebidae. Nó được tìm thấy ở miền bắc Thái Lan.
Sải cánh dài khoảng 11 mm. == Tham khảo ==
- Fibiger, M. 2010: Revision of the Micronoctuidae (Lepidoptera: Noctuoidea) Part 3, Taxonomy of the Tactusinae. Zootaxa, 2583: 1–119. Preview